# Cuba en los Juegos Olímpicos de Múnich 1972
Cuba estuvo representada en los Juegos Olímpicos de Múnich 1972 por un total de 137 deportistas, 109 hombres y 28 mujeres, que compitieron en 14 deportes.
El portador de la bandera en la ceremonia de apertura fue el boxeador Teófilo Stevenson.

## Medallistas
El equipo olímpico cubano obtuvo las siguientes medallas:
| Nombre                                                       | Deporte    | Competición |
| ------------------------------------------------------------ | ---------- | ----------- |
| Oro                                                          |            |             |
| Orlando Martínez                                             | Boxeo      | 54 kg M     |
| Emilio Correa                                                | Boxeo      | 67 kg M     |
| Teófilo Stevenson                                            | Boxeo      | +81 kg M    |
| Plata                                                        |            |             |
| Gilberto Carrillo                                            | Boxeo      | 81 kg M     |
| Bronce                                                       |            |             |
| Silvia Chivás                                                | Atletismo  | 100 m F     |
| Marlene Elejarde Carmen Valdés Fulgencia Romay Silvia Chivás | Atletismo  | 4 × 100 m F |
| Equipo                                                       | Baloncesto | Torneo M    |
| Douglas Rodríguez                                            | Boxeo      | 51 kg M     |